# IV. třída okresu Chrudim 2004/2005
V soubojích fotbalové IV. třídy okresu Chrudim 2004/2005, jedné ze skupin 10. nejvyšší fotbalové soutěže, se utkalo 10 týmů dvoukolovým systémem podzim – jaro. Tento ročník skončil v červnu 2005. Postoupily první dva týmy SK Prosetín „B“ a TJ Tatran Ctětín, nikdo nesestoupil, jde o nejnižší soutěž.

## Výsledná tabulka
| Poř. | Tým                   | Z  | V  | R | P  | VG | OG | B  |
| ---- | --------------------- | -- | -- | - | -- | -- | -- | -- |
| 1.   | SK Prosetín „B“       | 18 | 15 | 2 | 1  | 44 | 14 | 45 |
| 2.   | TJ Tatran Ctětín      | 18 | 10 | 1 | 7  | 31 | 26 | 31 |
| 3.   | TJ Sokol Krouna       | 18 | 9  | 3 | 6  | 34 | 22 | 30 |
| 4.   | Sokol Přestavlky      | 18 | 9  | 3 | 6  | 31 | 33 | 30 |
| 5.   | 1. FC Bojanov         | 18 | 8  | 2 | 8  | 43 | 30 | 26 |
| 6.   | SK Trhová Kamenice    | 18 | 7  | 2 | 9  | 39 | 37 | 23 |
| 7.   | TJ Sokol Jenišovice   | 18 | 6  | 2 | 10 | 29 | 35 | 20 |
| 8.   | SK Dřenice „B“        | 18 | 6  | 2 | 10 | 35 | 44 | 20 |
| 9.   | SSS Kočí              | 18 | 5  | 1 | 12 | 24 | 32 | 16 |
| 10.  | TJ Sokol Miřetice „B“ | 18 | 4  | 4 | 10 | 19 | 56 | 16 |

Poznámky:
- Z = Odehrané zápasy; V = Vítězství; R = Remízy; P = Prohry; VG = Vstřelené góly; OG = Obdržené góly; B = Body

|  | Postup do II. třídy okresu Chrudim 2005/20066 |